# Alcyonium distinctum
Alcyonium distinctum är en korallart som beskrevs av Williams 1988. Alcyonium distinctum ingår i släktet Alcyonium och familjen läderkoraller. Inga underarter finns listade i Catalogue of Life.